# اغرجی (دورک)
اغرجی (به ترکی استانبولی: Eğerci) یک منطقهٔ مسکونی در ترکیه است که در دورک (ترکیه) واقع شده‌است. اغرجی ۱٬۵۱۰ نفر جمعیت دارد و ۲۶۰ متر بالاتر از سطح دریا واقع شده‌است.